# Maljević
Maljević es un pueblo ubicado en el municipio de Mionica, distrito de Kolubara, Serbia.

## Superficie
Cuenta con una superficie de 4,388 kilómetros cuadrados.

## Demografía
Hasta 2022 la población era de 287 habitantes, con una densidad de población de 65,40 habitantes por kilómetro cuadrado.
| 307                                                             | 318 | 317 | 295 | 304 | 321 | 341 | 315 | 287 |
| (Fuente: Population statistics of Eastern Europe & former USSR) |     |     |     |     |     |     |     |     |